# Lenticolare Mod. 1914
La Granata a mano lenticolare Mod. 1914 o semplicemente Lenticolare M14 fu una bomba a mano italiana impiegata dal Regio Esercito durante la prima guerra mondiale. Gli studi iniziarono nel 1913, mentre la distribuzione ai reparti iniziò nel 1915.

## Tecnica
La lenticolare M14 è una bomba a mano dirompente offensiva. Il corpo della bomba, pesante vuoto 330 grammi, è a forma di lente biconvessa, formato da due gusci in lamiera di ferro spessa 1,2 millimetri, da 116 millimetri di diametro, uniti per aggraffatura o per saldatura; a seconda del tipo di unione si hanno le versioni aggraffata sopra, aggraffata sotto e saldata. Il tappo in ottone, con al centro il tubetto porta-miccia in rame, si avvita ad una flangia fissata al foro sul semiguscio superiore. Le bombe venivano distribuite vuote ai reparti, che dovevano provvedere direttamente al fronte al caricamento con 150 grammi di nitranite o 300 grammi di cheddite ed all'inserimento dell'innesco costituito da un bossoletto con 25 grammi di fulmicotone; direttamente prima dell'utilizzo infine dovevano essere innescate con l'inserimento, nel tubetto di rame, di una miccia lunga 10 centimetri e terminante con un detonatore al fulminato di mercurio; la miccia rimanente viene ripiegata e bloccata da un'apposita molletta rivettata sulla parte superiore della granata. Per l'utilizzo si accendeva la miccia con una fiamma qualsiasi, preferibilmente con una miccia a lenta combustione tenuta nella mano sinistra.
Da questa granata fu derivata la lenticolare Minucciani, adattata al lancio tramite lanciabombe Minucciani appunto.